# 美国化验委员会
美国化验委员会（英語：United States Assay Commission）是1792至1980年间美国联邦政府的下属机构，负责检验美国铸币局每年生产的金币、银币，最后几年还检验贱金属硬币，确保重量、材质符合法定规范。委员会少部分成员由法规指定，大部分每年由美国总统任命，其中很多都是包括钱币学家在内的美国名流。在化验委员会任职没有薪金，但仍是许多人梦寐以求的美差，这一定程度上是因为所有委员都能获得一枚纪念章，这些纪念章每年都有新设计而且极其稀有，仅1977年例外并向公众出售。
化验委员会由《1792年铸币法案》授权设立，从1797年开始，大部分年度会议都是在费城铸币局举行，确保每年出产的贵金属硬币重量及纯度符合授权法律要求。1971年，由于美国已停产银币，委员会首次没有检验贵金属币。从1977年开始，吉米·卡特不再公开任命化验专员，并于1980年在解散委员会的法案上签名。

## 历史

### 成立及早年职能（1792至1873年）
1791年1月，美国财政部长亚历山大·汉密尔顿向国会递交报告，建议设立造币厂。报告的最后写道：
造币厂运作体系必须包含硬币重量与合金成分误差的补救措施，同时也要监督造币厂实际生产的硬币重量和材质。英格兰的具体做法如下，特别值得参考的是：造币厂每使用十五磅黄金铸币就随机取出一定数量硬币留存，为安全起见还需用坚固的盒子包装。盒子每隔一段时间打开一次，总理大臣、财政部官员及其他人等在场见证，每种硬币取出一部分后一起熔毁，再由金匠组成的评审团化验……显然，这其中就有类似的监管职能。
汉密尔顿的报告促使国会通过《1792年铸币法案》，除设立新国家的造币标准外，国会还根据英国对造币厂硬币的年度检查规定制订出美国版本：

造币厂每次使用黄金或白银生产硬币时都应由财务官取出不少于三枚硬币另行存放，此后每年七月的最后一个星期一在美国首席大法官、财政部长和审计长、国务卿、美国司法部长监督下化验……如果化验金币或银币的结果表明每一百四十四枚金币或银币中低于标准的不到一枚，相应造币厂官员可以无需担责，但如低于标准的硬币比例超过上述限制，则结果需由美国总统验证，上述造币厂官员应被视为丧失担任各自职务的资格。:9–10
1793年1月，国会通过法案把指定官员会晤的时间改在二月第二个星期一，但这年美国铸币局尚未开始生产金币或银币，所以无需召集会议:3。铸币局从1794年开始铸造银币，1795年开始打造金币，并为日后化验保留部分硬币：铸币局文献记载最早的化验用币是1796年1月保留，共有价值80美元的银币。首批化验专员直到1797年3月20日才会晤，比规定日期推迟一个多月。此后直至1980年机构解散时止，委员会几乎每年都召开会议，仅有1817年开始因铸币局未生产贵金属硬币而暂停，直至1837年恢复，这年各委员不再像其他年份那样只化验上一个日历年出产的币种，而是检验上一次开会后出产的所有硬币:3。

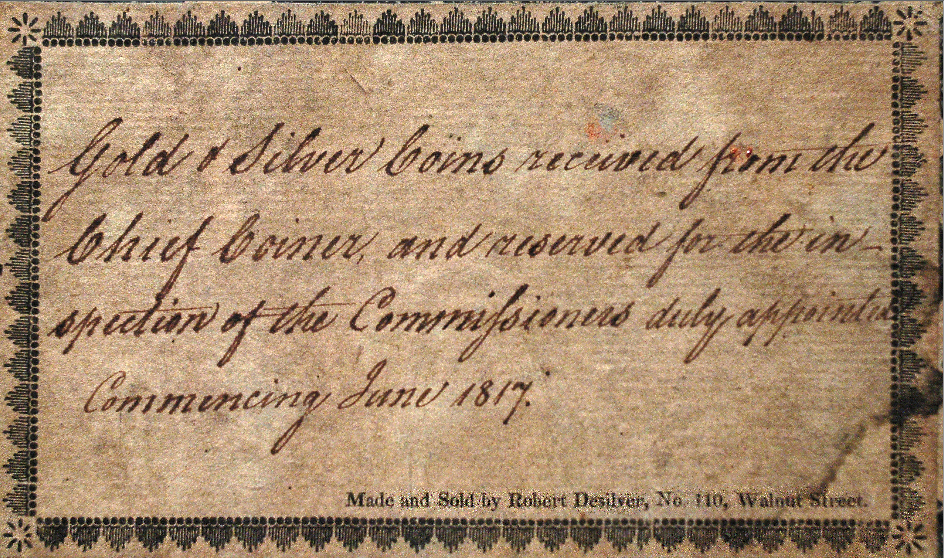
铸币局日志封面的题字，说明其中是为化验委员会保留硬币的记载

1801年，化验年会延迟，铸币局局长埃里亚斯·布迪诺（Elias Boudinot）为此向约翰·亚当斯总统诉苦，称把金银存入铸币局生产硬币的储户急于看到化验结果，以便铸币局能把铸造的硬币发到他们手中。钱币学家弗雷德·里德（Fred Reed）认为，华盛顿哥伦比亚特区是在1800年正式成为美国首都，官员需从新首都赶到费城参加会议，但当时天气恶劣，导致会期延迟。:2681801年3月3日，国会再度立法，把参加会议的官员改成“宾夕法尼亚联邦地区法官、宾夕法尼亚地区联邦检察官和宾夕法尼亚州贷款专员”:16，会议最终于1801年4月27日召开。1806和1815年，年度会议因费城爆发疫情推迟，1812年又因暴风雪导致各委员无法按时前往铸币局而延期一个月:273。1816年1月费城铸币局因火灾受损，所以这年没有生产贵金属硬币，各化验委员1817年无需会晤:268–269。1818年，国会取消宾夕法尼亚州贷款专员的委员资格，由费城港收税员代替:20。《1834年铸币法案》取消化验结果不合格时铸币局官员自动丧失任职资格的规定，改由总统决定:26。
《1837年铸币局法案》正式设立化验委员会，大部分职能和程序规定此后再也没有变更。其中规定“铸币局及其分支机构为此目的保留的硬币每年均需检验，由宾夕法尼亚东区联邦地区法院法官、宾夕法尼亚东区联邦检察官、费城港收税员，以及总统为此目的不定时任命的其他人等在每年二月第二个星期一召开会议，共同行使此项职责”。:35从公众中选拔委员的通常程序为：铸币局局长在公开任命工作开始后向总统递交候选人名单，等待批准:3。据杰西·沃森（Jesse P. Watson）的铸币局专著记载，公众入选化验委员会也意味着化验委员不再是具备高官权威的永久职位:5。
1861年南北战争爆发，北卡罗来纳州加入美利坚联盟国。夏洛特铸币局落入邦联之手，最终在费城铸币局此前运来的铸币金属模磨损至无法继续生产后关闭。不过，这年十月还是有12枚半鹰金币（五美元面额）从夏洛特穿过前线送抵费城，再经1862年化验委员会年度检测合格。
1864年，生产印第安人头像一美分硬币所需的金属镍供不应求，铸币局局长詹姆斯·波洛克（James Pollock）要求化验委员会为分币采用的铜镍合金提出替代建议。众委员最终提议使用法式铜（铜占95%，锡或锌占5%）铸造一美分和拟议的两美分硬币。财政部长萨蒙·波特兰·蔡斯收到波洛克发来的结论后与立法草案一起转交美国参议院财政委员会主席、缅因州议员威廉·P·费森登:240。1864年4月22日，亚伯拉罕·林肯总统签署《1864年铸币法案》:242。

### 中后期发展（1873至1949年）

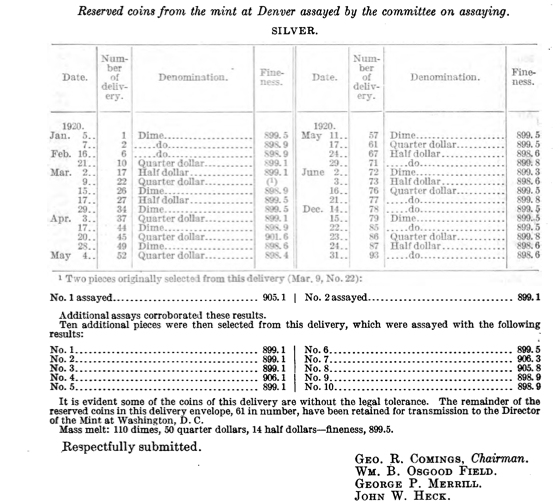
“此次交付的部分硬币显然超出法定误差范围。”1921年化验委员会报告节选，详细阐述1920-D版25美分存在部分硬币含银量太高的问题。

国会通过《1873年铸币法案》修订铸币局和造币相关法律，废除包括两美分在内的多种面额:249, 258。法案还变更进入化验委员会的政府官员身份：

为确保金币和银币符合相应成色和重量标准，美国宾夕法尼亚东区联邦地区法院法官、（财政部）货币监理、（铸币局驻）纽约冶金化验办事处冶金分析师，以及总统为此目的不定时任命的其他人等需于每年二月第二个星期三在费城铸币局会晤，铸币局局长也需出席，共同检验各铸币分局为此目的保留硬币的纯度和重量:61。
法案同时要求铸币局保留千分之一的金币和两千分之一的银币用于化验，硬币需用信封密封后放入容器保管，只能由化验委员会开启:59。
1881年，化验委员会发现卡森城铸币局生产的约三千枚银圆（1881-版）含银量为89.2%，没有达到90%的法定标准，但尚不明确财政部是否采取措施召回这些硬币。1885年，委员会又发现一枚银元重量比标准轻1.51格令（0.098克），法定误差为1.5格令（0.097克）。1921年，化验委员会发现丹佛铸币局铸造的部分硬币含银90.5%至90.6%，高于90%的法定标准并超出误差范围。调查结果发现该局将原计划熔毁的不合格铸锭直接用于银币生产。20世纪初，旧金山铸币局为当时尚在美国控制下的菲律宾生产硬币，这些硬币同样经过委员会抽样化验:59。铸币局为收藏爱好者打造的精制硬币同样需要化验，但与外国政府签约铸造的硬币例外。用于盛放化验用币的容器是边长0.91米的正方形蔷薇木盒，欧洲制作，使用重型挂锁密封。1934年的化验用币没有使用木盒盛放，共有759枚，面值总额达1万2050美元。1940年的化验用币多达7万9847枚，此时金币早已停产所以全部都是银币。1941年，许多化验用币不再使用木盒包装，而是装入信封密封后再放进包装箱。到了20世纪40年代末，单费城铸币局每天就要生产上千万枚硬币，大量化验用币的存放令铸币局不堪重负，财政部为此建议国会立法修改银币抽样比，从两千分之一降至万分之一，认为这样也完全可以满足化验需求，国会于1947年落实。

### 最后的年月和解散（1950至1980年）

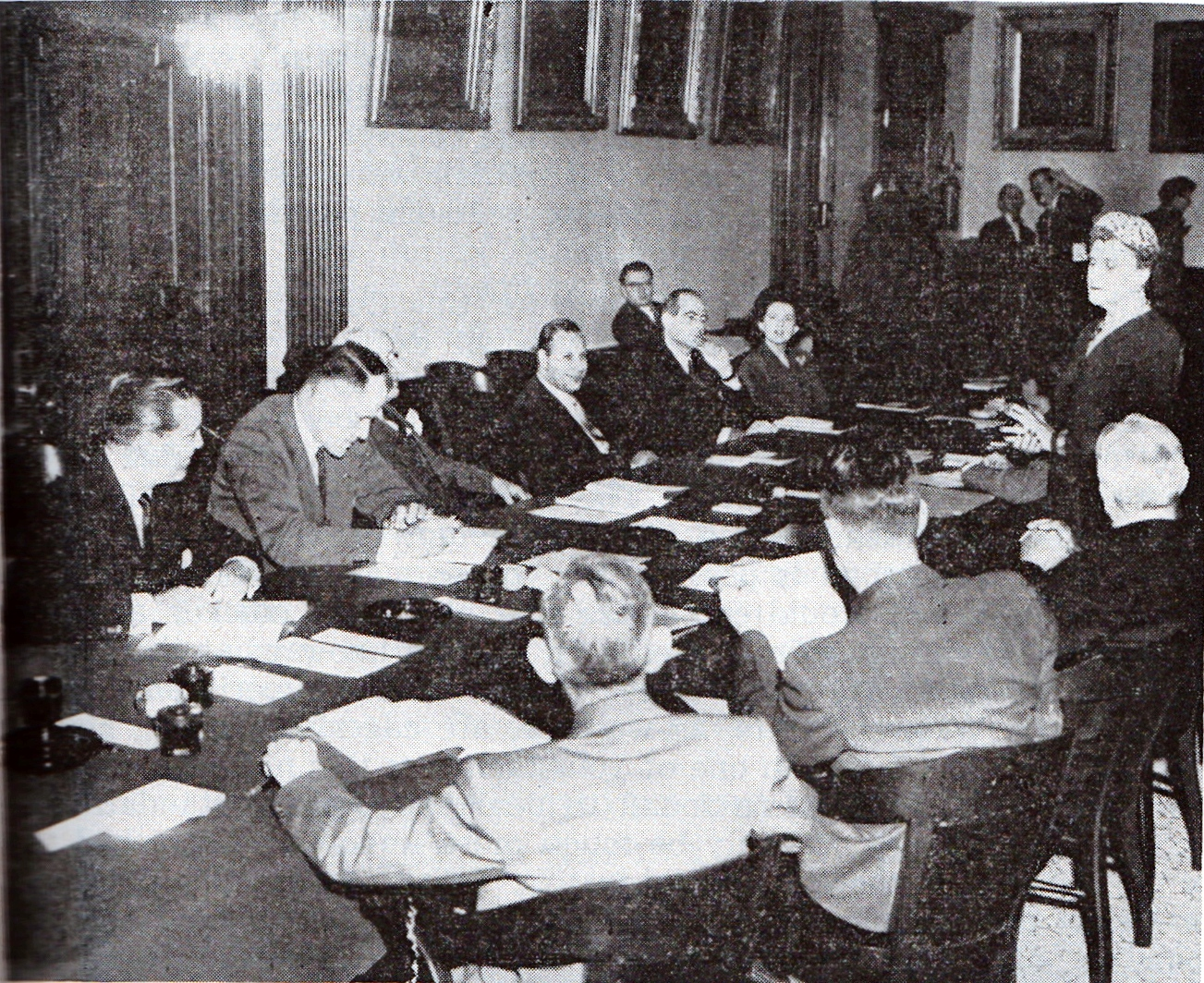
铸币局局长内莉·泰洛·罗斯在化验委员会1952年会议上讲话

进入20世纪50年代后，化验委员会已是钱币学家趋之若鹜的机构。虽然没有酬金，但进入委员会通常意味着极高的声望，而且还能获得珍贵的纪念章，所以竞争十分激烈。任命程序经过修改，铸币局局长推荐的人数要超过实际所需，由白宫最终拍板，但局长还是可以向总统特别推荐人选。:3随着时代的发展，提名人选开始需要联邦调查局:xiv和美国国家税务局筛选，立法议员、政治组织成员、政府官员和普通公众都可以成为提名人选:247。
1971年，化验委员会首次遇到没有银币需要化验的情况，铸币局之前一年都未生产流通用银币。这年虽有铸造含银四成的肯尼迪半美元，但只是面向收藏家客户，无需留样化验。委员会可以检验2万1975枚十美分和1万1098枚25美分硬币，均是铜镍包层合金材质。美联社1973年有关化验委员会年度检测的报导中称，“已经多年没有发现过不合格的硬币”，无论是否含银，25美分硬币的抽样比为十万分之一，十美分是二十万分之一:15。
1974年，委员会发现一枚铜镍包层合金艾森豪威尔一美元硬币重量比标准低15格令（0.97克），检视规定后，委员会居然认为硬币仍在误差许可范围内。1979年，钱币学家查尔斯·洛根（Charles Logan）就化验委员会即将解散发文，称1974年这起事件表明“年度检验的根本问题在于：一、各委员不确定自己的工作职能，要求和方法都有哪些；二、他们不愿意汇报造币失误；三、哪怕发现一美元硬币真的有问题也不会导致严重后果，他们只会提醒铸币局多多留心。”

钱币经销商、1963年化验专员伦纳德·史塔克的拉长硬币

1977年初，即将离任的铸币局局长玛丽·布鲁克斯（Mary Brooks）向新总统吉米·卡特提交化验委员会提名人选名单，上面的姓名多达117个，需要的只有二十到三十余人。卡特不愿再公开任命化验专员,认为铸币局的内部例行检查已经足够取代委员会职能，不需要再每年浪费纳税人2500美元，所以1977至1980年只有政府雇员在化验委员会任职。不过，1978年仍有数以百计的钱币学家申请加入委员会，但卡特不为所动，委员会只包含法定成员。
1979年的会议由法定成员和铸币局局长斯特拉·哈克尔·锡姆斯（Stella Hackel Sims）召开，但因日程安排冲突推迟八天，在2月22日举行。1979年6月，卡特提出总统改组计划，建议解散化验委员会及另外两个小型政府机构。报告估计，化验委员会每年耗费联邦政府约两万美元，其职能完全可以由自动售货机生产商替代，而且商家为防止机器阻塞还能做得更好。八月，专栏作家杰克·安德森（Jack Anderson）声称化验委员会就是联邦政府挥霍浪费的典型。在他看来，“政府十多年前就已停产金币和银币，但委员会一年一度的午餐会还是雷打不动。这些委员煞有其事地测量美国硬币中贱金属的含量，然后铸造一枚纪念章自我标榜。这些毫无意义的做法每年都要浪费纳税人约两万美元。”正如钱币收藏家兼专栏作家加里·帕尔默（Gary Palmer）1979年的报导所言：“就算铜镍材质的25美分重量少上那么一两格令，又有谁真会在乎呢？”
国会接受总统建议通过法案解散化验委员会及另外两个机构，卡特于1980年3月14日签署法案并在签署声明中表示，金币和银币成为历史后，化验委员会也该寿终正寝了。知名钱币学家反对终止委员会，认为机构耗费的资金很少，而且是值得保留的传统，但他们同样认为委员会已不合时宜。化验委员会解散时已是历史最悠久的政府委员会。2000和2001年，新泽西州联邦众议员史蒂文·罗斯曼（Steven Rothman）递交法案，建议恢复化验委员会，认为此举能确保公众对铸币局生产的金、银、白金材质投资型硬币品质有信心，但法案始终没有进入国会表决阶段。

## 职能和活动

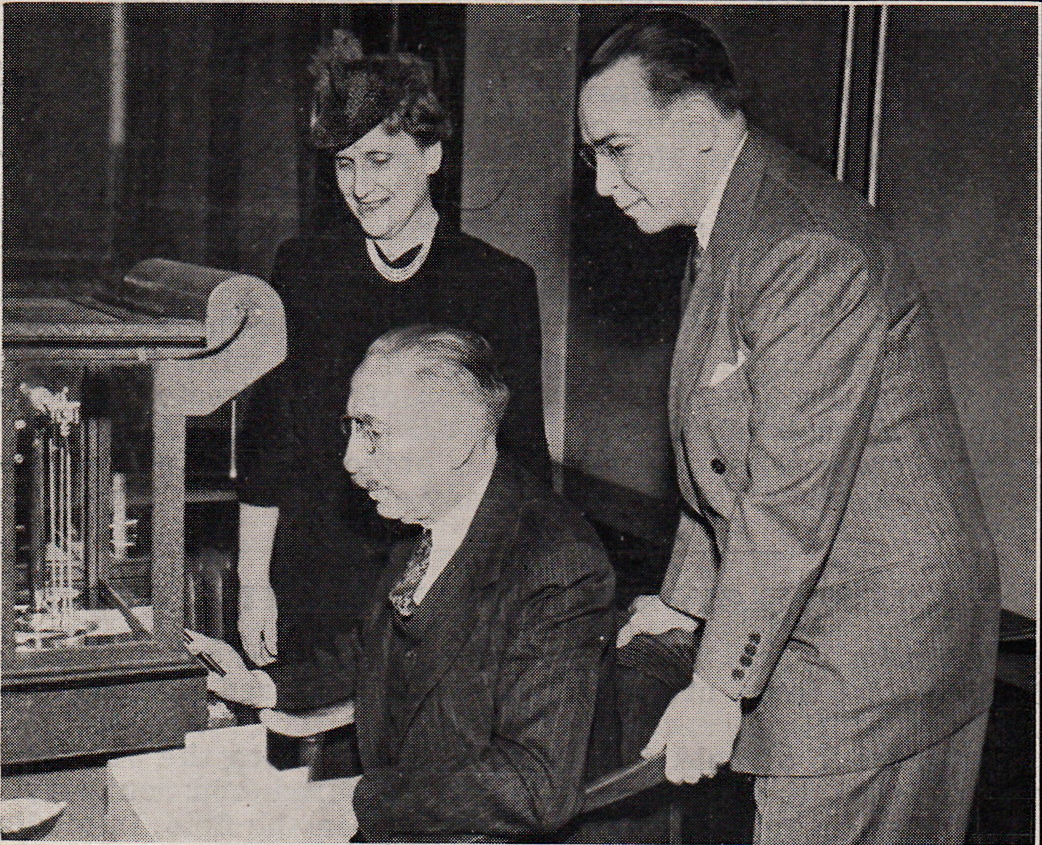
两名委员在1942年化验年会上为硬币称重，铸币局局长内莉·泰洛·罗斯（左）在一旁检视

化验委员会的基本职能是通过检验确保铸币局生产的金币和银币符合相应规格:246。大部分年份里，所有委员分成三个小组，分别负责计数、称量和化验。计数组检查各种化验用币的数量是否与铸币局文献相符；称量组确定化验用币重量是否符合法律要求；化验组与费城铸币局化验员合作，由化验员测量部分硬币的贵金属含量。部分年份里，委员会还会组建决议小组。以1912年为例，决议组的报告建议为铸币局钱币收藏印刷传单向游客发布，报告经化验委员会全体表决后通过。:60–61
1828年，国会在法案中要求化验委员会每年都要检查铸币局局长保留的砝码重量是否准确:24。1911年通过的法规要求委员会检查费城铸币局使用的砝码和天平，把结果写入报告:31，多年前从英国运来的政府官方标准量具同样需要检测:18–19。
根据1948年会议的纪录，为化验保留的银币先要用钢辊压扁至0.0025毫米厚，然后切成小块并用硝酸溶解。接下来用盐溶液沉淀溶解的银，根据全部沉淀消耗的盐溶液量确定硬币含银量。据钱币学家弗朗西斯·佩索拉诺-菲洛斯（Francis Pessolano-Filos）记载：
委员会每种硬币取多枚样本使用天平和砝码称重，然后用卡尺检查它们是否达到恰当厚度，最终用各种强酸和溶剂确定铸币坯饼的合金含量。一同检验的还有铸币局账本和日志。如果检查的硬币对比法律标准存在任何瑕疵或偏差，结果都要马上告知美国总统。:xiii

1856年会议确立的检验规程得到后来者遵循，多年来基本没有修改:18–19。根据规程，铸币局局长正式宣布会议开始，然后引荐联邦法官（法定委员）主持会议，如果法官缺席，则各委员选出主席，主席（联邦法官）再将所有委员分成多个小组。如果铸币局之前一年出现人事变动，那么委员会需检查变动前后生产的硬币。各小组工作完成后一起开会，汇报结果并对报告投票。:9–12
化验委员会自始至终从未宣布任何一批硬币不通过，如果发现与标准不符的地方都会记载下来。1885年，化验委员会报告一种银币不合格，但建议切斯特·艾伦·阿瑟总统无需采取任何措施，理由是硬币重量虽然偏轻，但差距太小，卡森城现有量具根本测不出来。
化验委员会工作完成后，残币由铸币局熔毁，没有用过的从费城流入市场，与其他硬币没有任何区别。为委员会保留的化验用币成千上万，其中只有极少数经过检验，许多委员购买余下的硬币留念，但国会明确授权只能由某个组织独家买断的纪念币属非卖品，最终只能熔毁。

## 成员

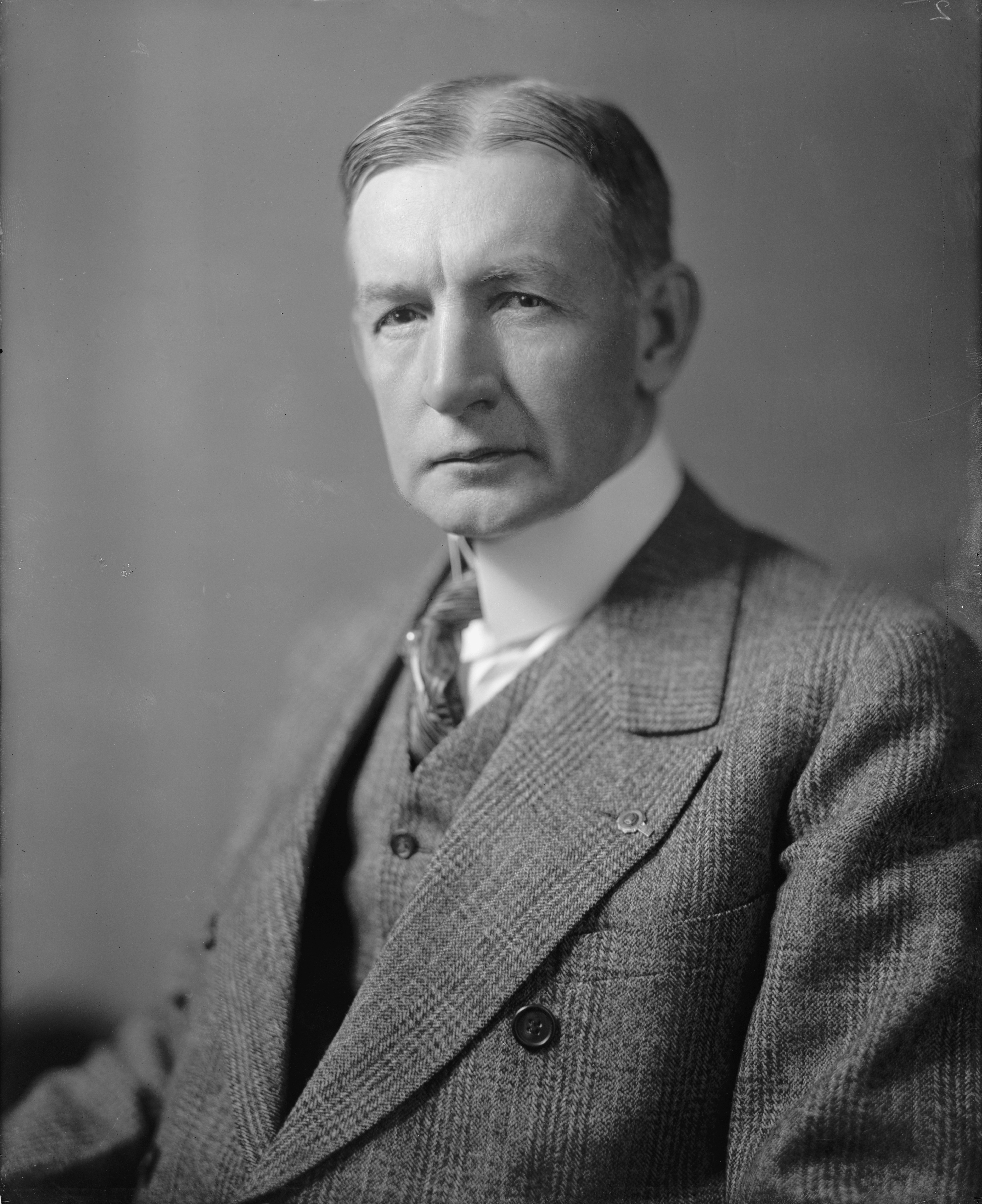
1899和1900年入选委员会的查尔斯·盖茨·道威斯后来当上美国副总统

据文献记载，美国总统早在1841年就开始任命普通公众加入化验委员会:131，最后一次是在1976年。早期许多委员是因科学或知识素养获选，之后标准放开，开始有词曲作家歐文·柏林的夫人艾琳·柏林（这类名流入选:xiv。1920年，芝加哥的凯洛格·费尔班克斯夫人（Mrs. Kellogg Fairbanks）和弗吉尼亚州里士满的··芒福德夫人（Mrs. B.B. Munford）成为最早的女委员。
1874至1910年间，美国铸币局驻纽约冶金化验办事处冶金分析师赫伯特·格雷·托里（Herbert Gray Torrey）共36次担任化验委员，仅1879年例外，比其他人都多。总统任命次数最多的是华盛顿与李大学化学系主任詹姆斯·刘易斯·豪博士（Dr. James Lewis Howe），曾于1907年和1910至1926年共18次入选:248–268。每年总统都会任命一位国家标准技术研究所雇员加入委员会:3，负责提前把化验所需砝码带到该机构检查:246。虽然没有任何参与年会的委员之后当上总统，但财政部货币监理，1925至1929年出任美国副总统的查尔斯·盖茨·道威斯曾于1899和1900年入选委员会:248–268。
1908至1934年，俄亥俄州联邦众议员、钱币收藏家威廉·A·阿什布鲁克（William A. Ashbrook）先后十四次获总统任命进入化验委员会:248–268。有学者认为，1934年化验年会期间，阿什布鲁克可能利用此次机会买下至少一枚1933年双鹰金币。阿什布鲁克的国会任期在1921年结束，但财政部一直对他青眼有加。根据化验委员会的传统，委员可以购买没有化验的硬币留念。金币终止流通后，绝大多数双鹰金币都被熔毁，但钱币史学家罗杰·伯迪特（Roger Burdette）推测，阿什布鲁克很可能买下双鹰金币后又用来交换其他金币。

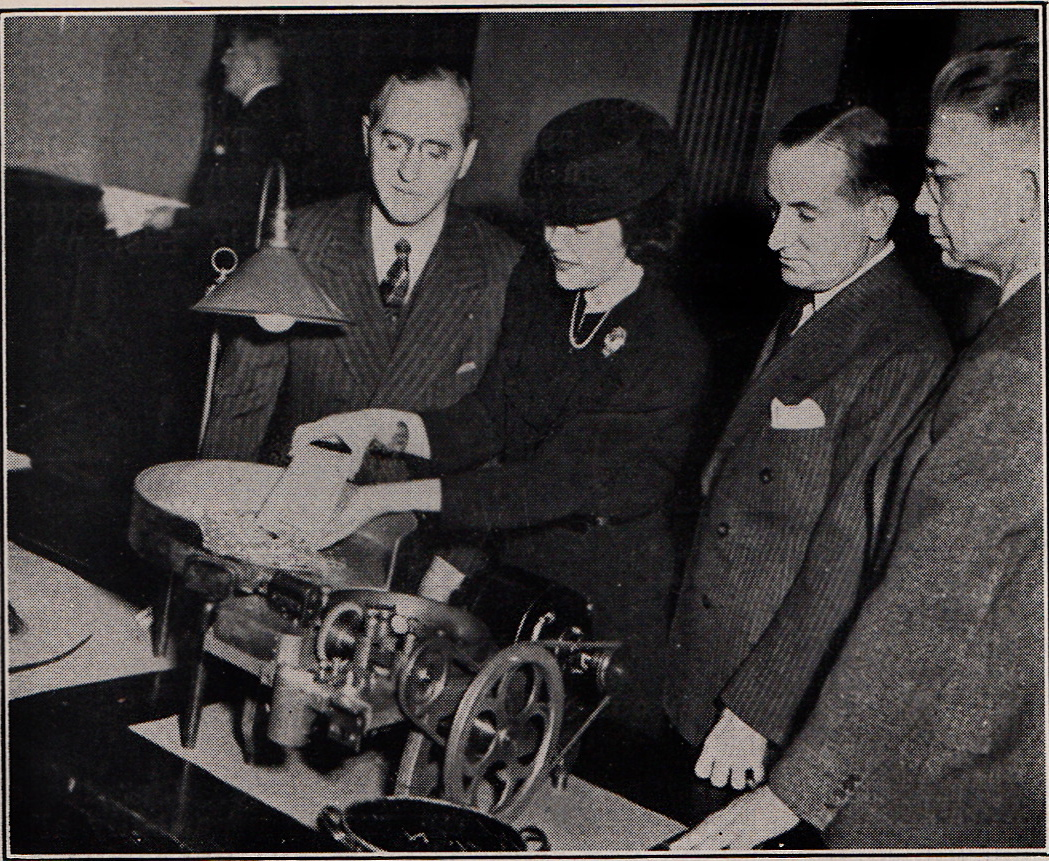
1942年委员会成员为硬币点数，确保数量与纪录相符

1873年卡森城铸币局生产的25美分硬币（1873-版）如今仅有三枚确知存世，其标示年份上没有箭头；同年该局生产的十美分硬币仅有一枚留存；这四枚硬币很可能都是没有用完的化验用币，其他的都因重量不足熔毁。根据文献记载，1894年旧金山铸币局共生产24枚巴伯十美分硬币（1894-版），但不确定是否包含送费城铸币局保管，等待化验委员会1895年会议的一枚。旧金山铸币局主任秘书罗伯特·巴尼特（Robert Barnett）是1895年化验委员，钱币学作家南希·奥利弗（Nancy Oliver）和理查德·凯利（Richard Kelly）怀疑他加入委员会就是为了取回这枚硬币。1895年化验委员会的报告确定计数小组曾点到这枚十美分，但没有相应的称重和化验记录。2011年，奥利弗和凯利在《钱币学家》（The Numismatist）杂志发文，称巴尼特利用担任化验专员的机会获得这枚极其稀有的硬币。不过，巴尼特于1904年被谋杀，没有针对此事留下只言片语。
1964年，多名前化验委员组建昔日化验委员协会（Old Time Assay Commissioners Society）。1977年卡特总统不再任命委员后，昔日化验委员协会筹款推动政府继续维持委员会运作，但没有成功。该协会每年都会开会一次，地点通常和美国钱币协会年度大会相同。:2472012年时，存活于世的协会成员已不足40人，所以不再制订未来的会议计划，这年的会议和美国钱币协会年会一起在费城举行，会议日程包括在费城铸币局举办的活动。

## 纪念章

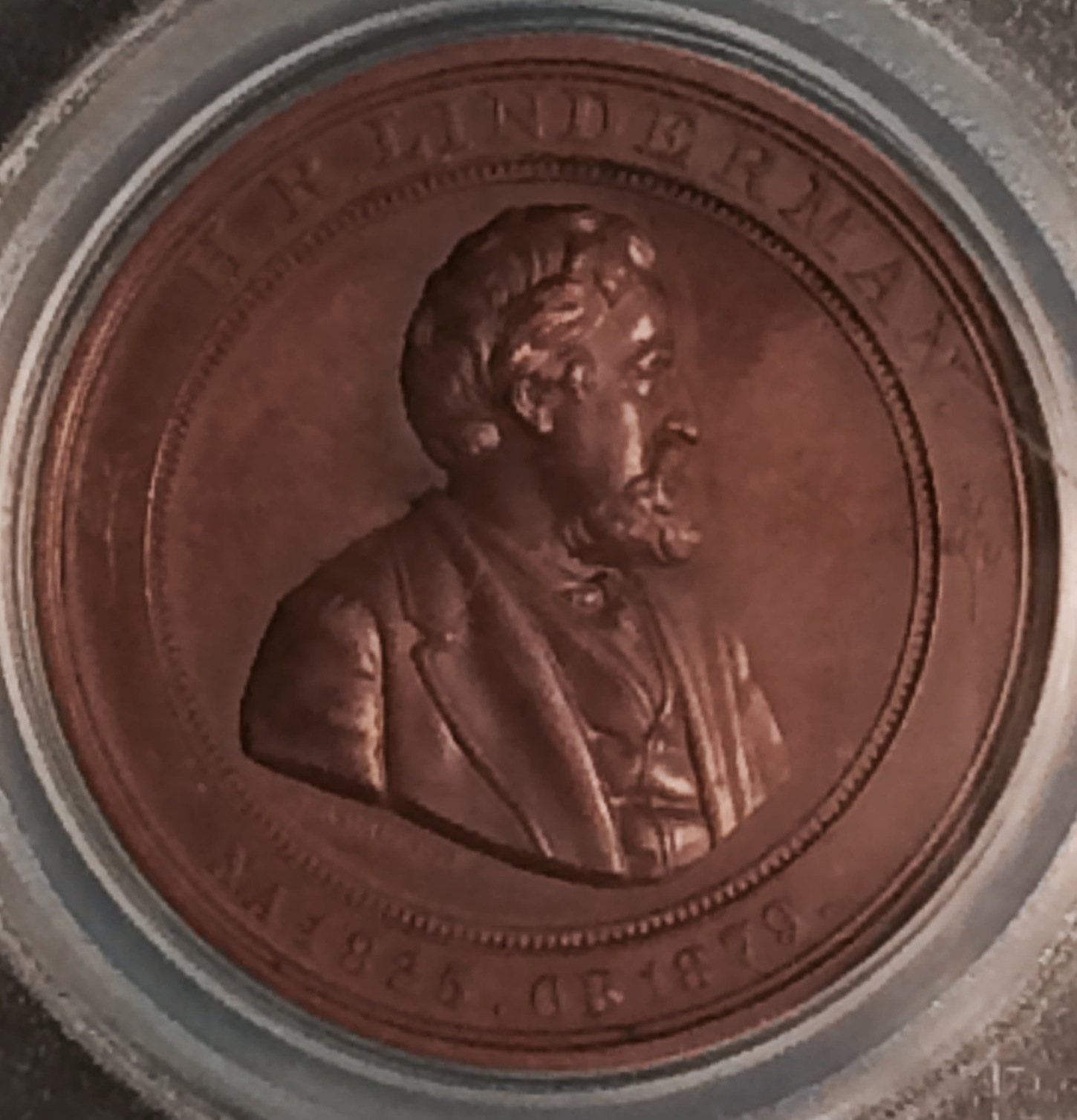
1879年化验委员会纪念章正面由威廉·巴伯设计，描绘已故铸币局局长亨利·林德曼

化验委员会纪念章采用多种金属材质，如铜、银、青铜和白镴，首枚纪念章是应铸币局局长詹姆斯·罗斯·斯诺登（James Ross Snowden）的指示铸造。最初制作这些纪念章只是要宣传铸币局的金属铸造实力，而非为委员提供纪念品，并且这种传统刚刚诞生就随斯诺登1861年离任暂停。:3, 9
钱币学家··朱利安（R.W. Julian）和欧内斯特··库什（Ernest E. Keusch）合著的化验委员会纪念章著作推测，纪念章从1867年开始恢复铸造源自铸币局首席雕刻师詹姆斯·巴顿·朗埃克向新任局长威廉·米尔沃德（William Millward）的建议:10。此后每年各委员都会获得一枚纪念章，直至1977年总统不再任命委员时止:6–7。

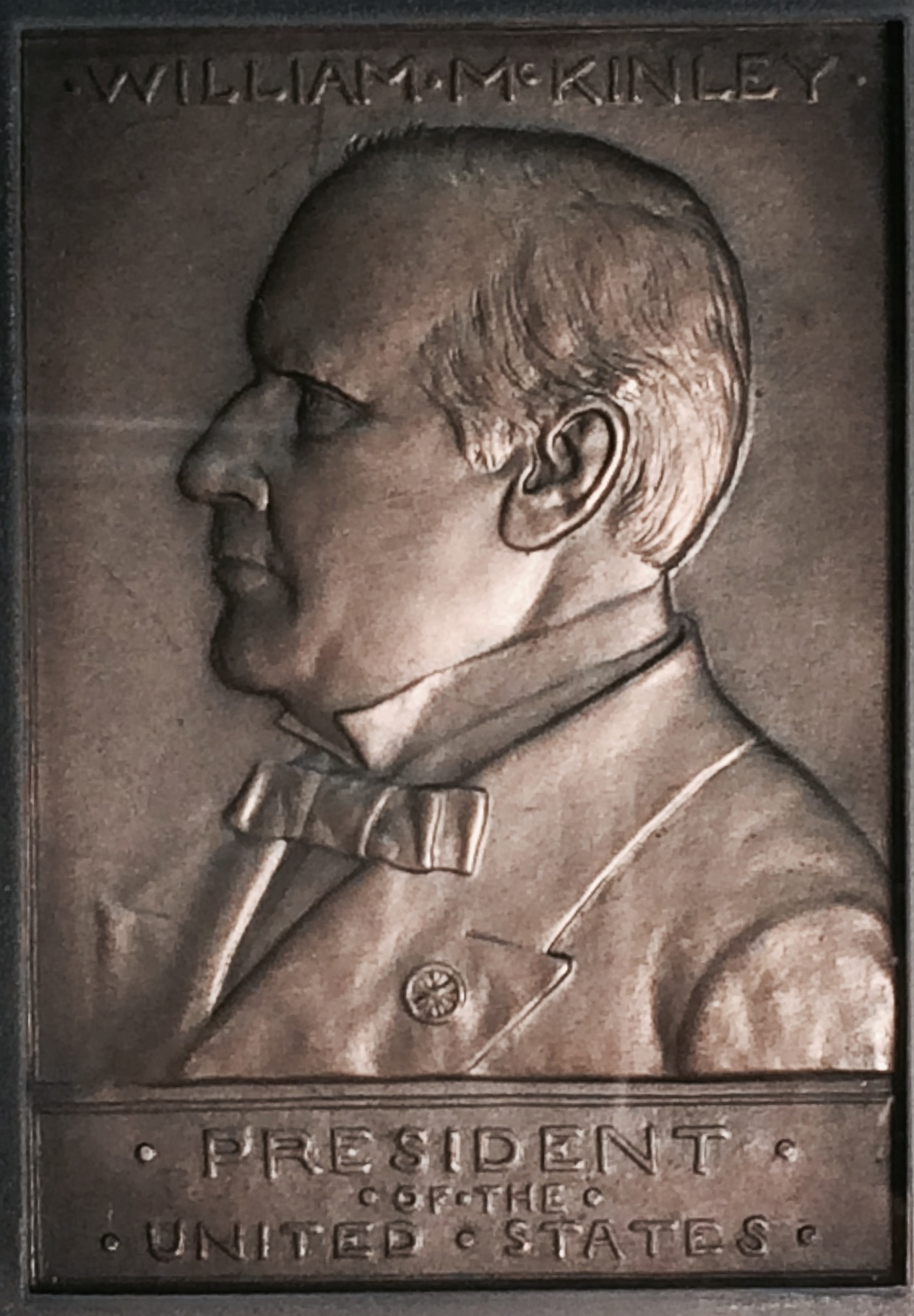
1901纪念章正面由查尔斯·爱德华·巴伯设计，上面是威廉·麦金莱总统

早期纪念章正面大多采用自由女神半身像或哥伦比亚肖像，背面是花环，周围以（“年度化验”）字样和年份环绕:10–11。1870年的纪念章正面由继任朗埃克职位的威廉·巴伯（William Barber）设计，刻有“莫内塔”（Moneta，英语“金钱”一词的辞源），周围是各种化验工具，如天平和蔷薇木盒:12。每年纪念章都会有不同设计，而且时常引起关注，如1876年的设计就是美国独立百年纪念，1879年是不久前去世的铸币局局长亨利·林德曼（Henry Linderman）。从1880年开始，大部分纪念章的设计主题是总统或财政部长。1901年、1903至1909年的纪念章采用当时流行的长方形。:3–41920年纪念章背面由首席雕刻师乔治·托马斯·摩根（George T. Morgan）操刀，图案象征第一次世界大战结束；1921年，铸造币额外铸造一枚金质纪念章，送给即将离任的总统伍德罗·威尔逊以示崇敬:4, 42–43。

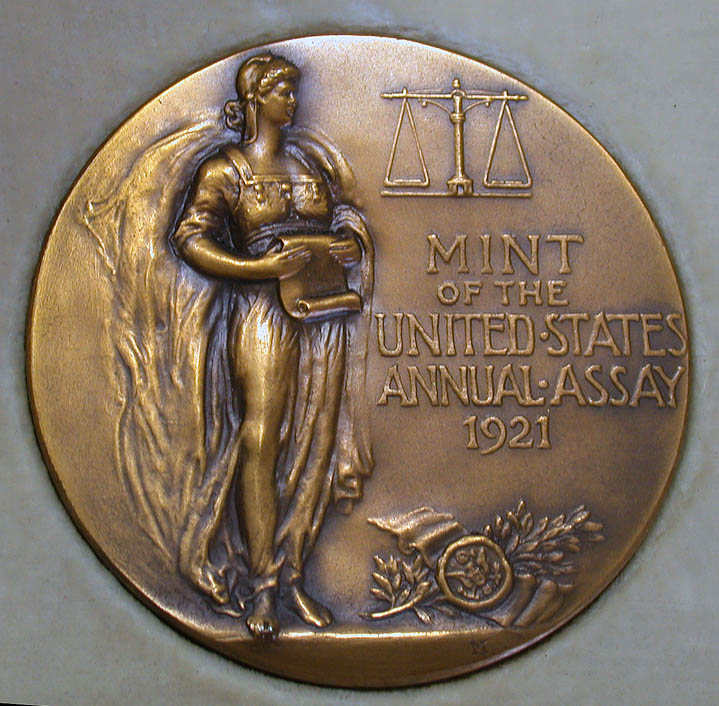
1921年化验委员会纪念章的背面（图）由铸币局雕刻师乔治·托马斯·摩根设计，其中一枚使用黄金打造送给伍德罗·威尔逊总统

1936年，铸币局官员忘记设计化验纪念章:4，经局长内莉·泰洛·罗斯指示，最终制作的纪念章两面分别是时任总统富兰克林·德拉诺·罗斯福和首任总统乔治·华盛顿，边缘刻有文字“ 1936”（“1936年年度化验”），这种两面都是总统的混合设计在纪念章中绝无仅有:81。1950年的纪念章虚构1792年三位政府高官会晤的情景，分别是财政部长汉密尔顿，国务卿托马斯·杰斐逊和首席大法官约翰·杰伊。根据《1792年铸币法案》，三人都是化验委员，但首次会议直到1797年才召开，此时三人均已离任:66。1954年没有特别设计纪念章，各委员于1954年2月12日在费城会晤，这天正是前总统亚伯拉罕·林肯的生日，最后各委员拿到铸币局发行的标准总统纪念章，但边缘为各人刻有姓名:100。1976和1977年的最后两枚纪念章是椭圆形，白镴材质。1977年的纪念章刻有马莎·华盛顿，但这年总统没有任命委员，所以无需公开展示，:86–87后作为礼物送给铸币局及其他财政部官员。此举引起公众反弹，为平息众怒，铸币局批量生产后于1978年在各铸币分局及其他财政部网点销售，定价二十美元。铸造的纪念章约有1500枚，起初不提供邮购服务，但1980年时邮购或亲自到网点购买均可。

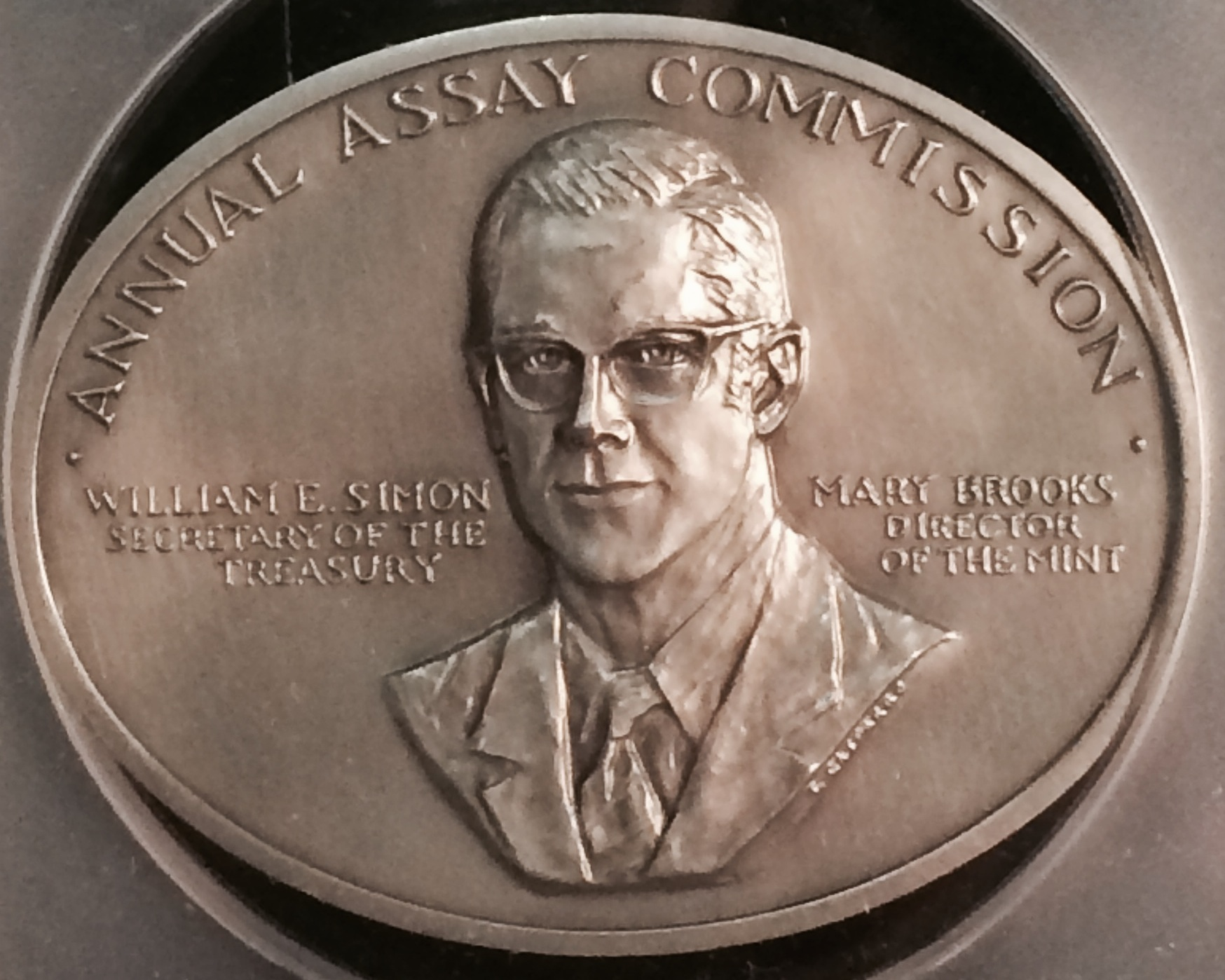
1976年化验纪念章正面由弗兰克·加斯帕罗设计，刻有财政部长威廉·西蒙。

除1977年版外，所有的化验委员会纪念章都极其稀有，据信发行量都不超过两百，其中大部分年份还不到五十枚:6–7。据信铸币局曾铸造多种19世纪纪念章的复制品，但这属于违法行径，铸币局在20世纪初终止。1909年纪念章正面刻有财政部长乔治·科特尔尤（George Cortelyou），是重新启用铸币局财政部长纪念系列的科特尔尤纪念章设计。这年化验纪念章的背面留下空白，但20世纪60年代初的化验纪念章又在背面使用科特尔尤纪念章的正面图案，并有不明数量售予公众，据称新纪念章背面不及1909年原版正面清晰。:3–4, 53